# Horvát királyok
Horvát királyok horvát tudományos-ismeretterjesztő sorozat. Horvátországban a HTV sugározta. A Horvát Királyok 7 epizódban mutatja be a horvát királyokat. Egy-egy epizód 50 perces.

## Szerepek
- Boško Vladović (Trpimir)
- Aldo Tončić (Zvonimir)
- Vjeran Mišurac (Tomislav)
- Dario Mačešić (Stjepan Držislav)
- Marko Ulaga (Petar Krešimir IV.)
- Mirko Penić (Branimir)
- Josip Tabak (Borna)
- Tihomir Ajduković (Ljudevit)
- Domagoj Burić (Domagoj)
- Miro Rezić (Mislav/Dobreša)
- Zlatko Vrbančić (Petar Snačić)
- Anamarija Šimić (Jelena Lijepa)
- Miro Mioč (Ljutiša)
- Dubravko Prugovečki (Petar Tradonik/Zula)
- Davor Oblak (Žitimir)
- Tan Anton Lumezi (Tvrdan)
- Tomislav Moslavac (Radovan)
- Davor Škudar (Zdeslav)